# Ian Holm
Ian Holm Cuthbert (Goodmayes, Inglaterra, 12 de septiembre de 1931-Londres, 19 de junio de 2020) fue un actor británico con una trayectoria de más de cincuenta años de carrera en cine, televisión y teatro. Fue nombrado comendador de la Orden del Imperio Británico (CBE) por la reina Isabel II.

## Primeros años
Ian Holm nació en el hospital psiquiátrico de Goodmayes, Ilford, en el condado de Essex, situado al este de Londres. Perteneciente a una familia de ascendencia escocesa, fue el segundo hijo de Jean Holm, quien era enfermera y del doctor James Harvey Cuthbert, un psiquiatra pionero en la terapia de electroshock, superintendente del Hospital Mental de West Ham.
Tanto él como su hermano mayor, Eric (fallecido en 1949), asistieron a la Chigwell School. Poco tiempo después de finalizar sus estudios decidió  ser actor.

## Carrera como actor
Formado en la Royal Academy of Dramatic Art (RADA), de Londres, se unió a la Royal Shakespeare Company en Stratford-upon-Avon en los años cincuenta. Hizo su debut en el teatro en 1954 con Otelo. Su carrera teatral abarcó interpretaciones en todas las principales obras de William Shakespeare, así como también en clásicos como El jardín de los cerezos y Tío Vania y obras contemporáneas como Ondine, de Jean Giraudoux.
En 1967 debutó en Broadway con la obra de Harold Pinter Retorno al hogar (The Homecoming), por el que ganó un Premio Tony y un Premio del Círculo de Críticos de Londres por su trabajo. En 1997 interpretó el papel que da título a El rey Lear en el Royal National Theatre y le reportó otro Premio del Círculo de Críticos de Teatro y el Premio Laurence Olivier. Repitió ese mismo papel en un capítulo de la serie Performance, en 1998, siendo posteriormente candidato a un Premio Emmy.
En cuanto a sus papeles cinematográficos, cabe destacar su interpretación de Ash en la película Alien, el octavo pasajero, de Ridley Scott, lo cual llevó ser conocido en los Estados Unidos, y del entrenador Sam Mussabini en Chariots of Fire que le valió un Premio BAFTA al mejor actor de reparto y el premio al mejor actor secundario en el Festival de Cannes, además de una candidatura al Óscar. En 1984 jugó el rol del  capitán belga Phillipe D'Arnot, en Greystoke, la leyenda de Tarzán, el rey de los monos.
Otro papel destacado fue el de Bilbo Bolsón en la trilogía épica que adaptó la novela El Señor de los Anillos de J. R. R. Tolkien; obra que ya conocía por haber dado voz anteriormente al sobrino de ese personaje, Frodo Bolsón en el serial radiofónico de la novela que la BBC emitió en 1981. Retomó el papel de Bilbo anciano en El hobbit: un viaje inesperado, introduciendo el trabajo de Martin Freeman, que protagoniza la película interpretando al mismo personaje de joven.
Algunas de sus películas más destacadas son El quinto elemento, El aviador o el filme protagonizado por Johnny Depp y Heather Graham, y dirigido por los hermanos Hughes Desde el infierno, basado en la historia de Jack el Destripador y el cómic de Alan Moore.
Fue nombrado por la reina Isabel II comendador de la Orden del Imperio Británico en 1990, y fue nombrado Caballero en 1998, debido a su carrera como actor.

## Vida personal y Fallecimiento
Estuvo casado cuatro veces y tuvo cinco hijos. 
En 2001 le diagnosticaron cáncer de próstata, sin embargo la quimioterapia resultó exitosa y no desistió de sus proyectos cinematográficos. 
Falleció a los ochenta y ocho años en un hospital de Londres el 19 de junio de 2020 a causa de complicaciones derivadas de la enfermedad de Parkinson que padecía.

## Filmografía
| Año  | Película/TV                                          | Personaje                  |
| ---- | ---------------------------------------------------- | -------------------------- |
| 1948 | El parador del camino                                |                            |
| 1968 | Frankenstein                                         |                            |
| 1968 | The Bofors Gun                                       | Flynn                      |
| 1968 | El hombre de Kiev                                    |                            |
| 1972 | El joven Winston                                     | George Buckle              |
| 1972 | Mary, Queen of Scots                                 | David Riccio               |
| 1974 | Juggernaut, de Richard Lester                        |                            |
| 1976 | Robin y Marian                                       | Juan I de Inglaterra       |
| 1977 | Jesus of Nazareth                                    | Zerah                      |
| 1977 | Marchar o morir                                      | Abd el-Krim                |
| 1977 | El hombre de la máscara de hierro                    | Duval                      |
| 1978 | Holocausto (TV)                                      |                            |
| 1979 | Sin novedad en el frente (TV)                        | Himmelstoss                |
| 1979 | Alien: el octavo pasajero                            | Ash                        |
| 1981 | Time Bandits                                         | Napoleón                   |
| 1981 | Chariots of Fire                                     | Sam Mussabini              |
| 1984 | Greystoke, la leyenda de Tarzán, el rey de los monos | Capitán Phillippe D'Arnot  |
| 1985 | Brazil                                               | Kurtzmann                  |
| 1985 | Bailar con un extraño                                |                            |
| 1985 | Wetherby, de David Hare                              |                            |
| 1985 | Dreamchild                                           |                            |
| 1988 | Otra mujer                                           | Ken                        |
| 1989 | Enrique V                                            | Capitán Fluellen           |
| 1990 | Hamlet                                               | Polonio                    |
| 1991 | Kafka                                                | Doctor Murnau              |
| 1991 | Naked Lunch                                          | Tom Frost                  |
| 1992 | Seducción peligrosa                                  |                            |
| 1994 | La locura del rey Jorge                              | Willis                     |
| 1994 | Frankenstein de Mary Shelley                         | Padre de Víctor            |
| 1995 | Lago Ness                                            |                            |
| 1996 | Night Falls on Manhattan                             | Liam Casey                 |
| 1996 | Big Night                                            | Pascal                     |
| 1997 | Incógnito, de John Badham                            |                            |
| 1997 | A Life Less Ordinary                                 | Naville                    |
| 1997 | The Sweet Hereafter                                  | Mitchell Stephens          |
| 1997 | El quinto elemento                                   | Vito Cornelius             |
| 1998 | Alicia y el espejo mágico (TV)                       |                            |
| 1999 | Simon Magus                                          |                            |
| 1999 | El partido (The Match)                               |                            |
| 1999 | eXistenZ                                             |                            |
| 1999 | Shergar                                              | Joseph Maguire             |
| 2000 | Esther Kahn                                          |                            |
| 2000 | El secreto de Joe Gould                              | Joe Gould                  |
| 2000 | La bendición                                         | Reverendo Grissom          |
| 2000 | Las últimas rubias explosivas (TV)                   |                            |
| 2000 | Beautiful Joe                                        | George The Geek            |
| 2000 | El hombre que hacía milagros                         | voz personaje de animación |
| 2001 | El Señor de los Anillos: la Comunidad del Anillo     | Bilbo Bolsón               |
| 2001 | Mi Napoleón                                          |                            |
| 2002 | Desde el infierno                                    | Sir William Withey Gull    |
| 2003 | El Señor de los Anillos: el retorno del Rey          | Bilbo Bolsón               |
| 2004 | The Day After Tomorrow                               | Profesor Terry Rapson      |
| 2004 | El aviador                                           | Profesor Fitz              |
| 2004 | Garden State                                         | Gideon Largeman            |
| 2005 | El señor de la guerra                                | Simeon Weisz               |
| 2005 | Alta sociedad (Chromophobia)                         |                            |
| 2006 | Strangers with Candy                                 |                            |
| 2006 | Oh, Jerusalén                                        | Ben Gurion                 |
| 2007 | Ratatouille (voz)                                    | Skinner                    |
| 2012 | El hobbit: un viaje inesperado                       | Bilbo Bolsón               |
| 2014 | El hobbit: la batalla de los Cinco Ejércitos         | Bilbo Bolsón               |
| 2024 | Alien: Romulus                                       | Rook                       |

## Premios y distinciones
Premios Óscar
| Año  | Categoría              | Película        | Resultado |
| ---- | ---------------------- | --------------- | --------- |
| 1982 | Mejor actor de reparto | Carros de fuego | Nominado  |

Premios BAFTA
| Año  | Categoría                 | Película                                             | Resultado |
| ---- | ------------------------- | ---------------------------------------------------- | --------- |
| 1995 | Mejor actor de reparto    | La locura del rey Jorge                              | Candidato |
| 1988 | Mejor actor de televisión | Game, Set, and Match                                 | Candidato |
| 1984 | Mejor actor de reparto    | Greystoke, la leyenda de Tarzán, el rey de los monos | Candidato |
| 1981 | Mejor actor de reparto    | Chariots of Fire                                     | Ganador   |
| 1979 | Mejor actor de televisión | The Lost Boys Do You Remember?                       | Candidato |
| 1968 | Mejor actor de reparto    | The Bofors Gun                                       | Ganador   |

Premios Primetime Emmy
| Año  | Categoría                                      | Película                      | Resultado |
| ---- | ---------------------------------------------- | ----------------------------- | --------- |
| 2000 | Mejor actor de reparto - Miniserie o telefilme | Las últimas rubias explosivas | Candidato |
| 1998 | Mejor actor - Miniserie o telefilme            | Performance: King Lear        | Candidato |

Premios del Sindicato de Actores
| Año  | Categoría     | Película                                         | Resultado |
| ---- | ------------- | ------------------------------------------------ | --------- |
| 2004 | Mejor reparto | El aviador                                       | Candidato |
| 2003 | Mejor reparto | El Señor de los Anillos: el retorno del Rey      | Ganador   |
| 2001 | Mejor reparto | El Señor de los Anillos: la Comunidad del Anillo | Candidato |

Festival de Cannes
| Año  | Categoría              | Película         | Resultado |
| ---- | ---------------------- | ---------------- | --------- |
| 1981 | Mejor actor de reparto | Chariots of Fire | Ganador   |

Premios Annie
| Año  | Categoría                        | Película    | Resultado |
| ---- | -------------------------------- | ----------- | --------- |
| 2007 | Mejor doblaje en un film animado | Ratatouille | Ganador   |

Premios Tony
| Año  | Categoría                                    | Obra             | Resultado |
| ---- | -------------------------------------------- | ---------------- | --------- |
| 1967 | Mejor actor secundario en una obra de teatro | Retorno al hogar | Ganador   |

Premios Laurence Olivier
| Año  | Categoría   | Obra        | Resultado |
| ---- | ----------- | ----------- | --------- |
| 1998 | Mejor actor | El rey Lear | Ganador   |